# Autodrome Montmagny

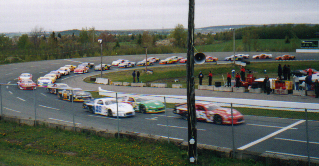
Série nationale Castrol le 29 mai 2005 (photo Paul-Émile Poulin-Jacques)

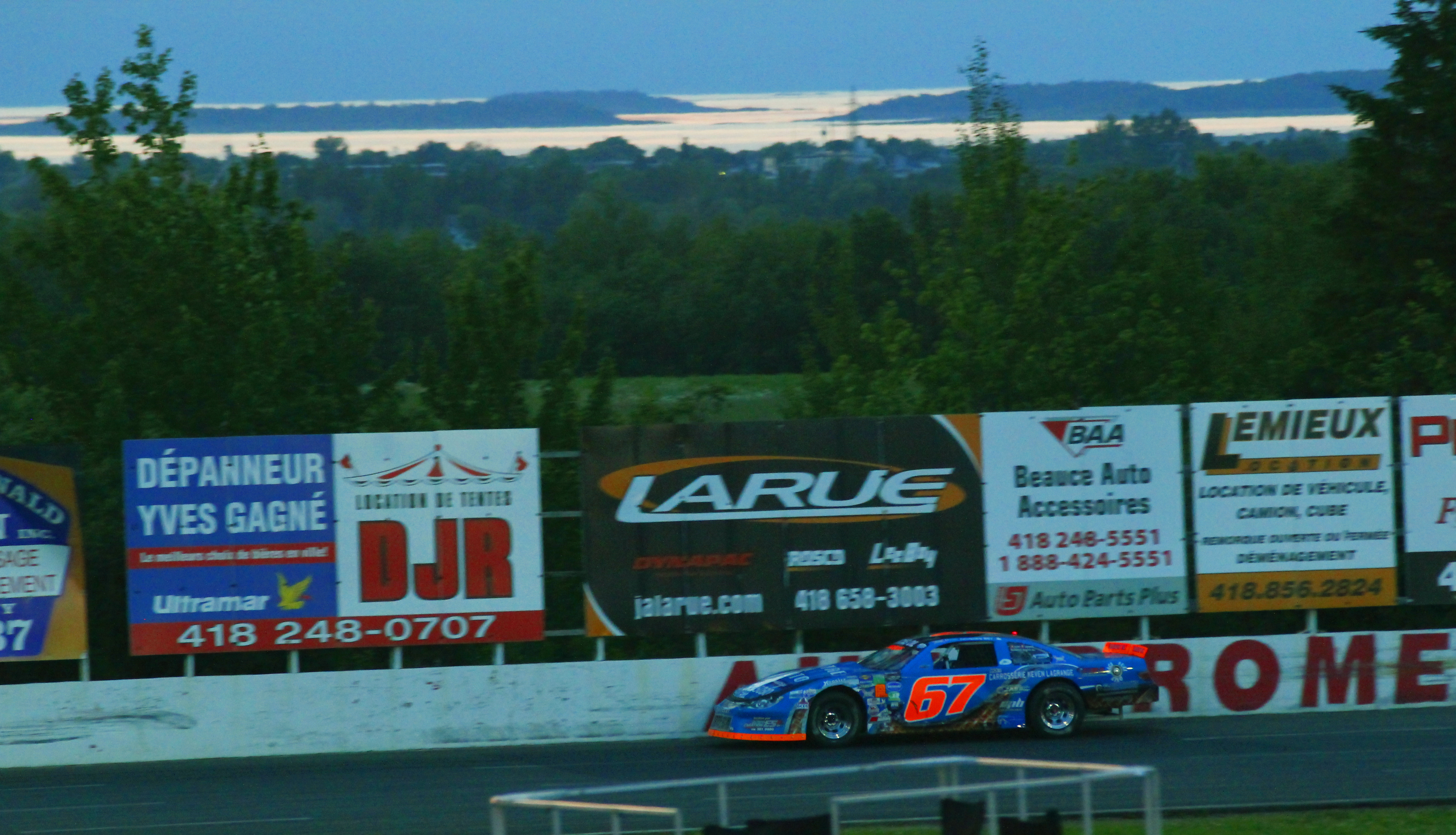
Dominic Jacques de la Série Sportsman Québec - À l'arrière plan, le fleuve Saint-Laurent et des îles de l'archipel de l'Isle-aux-Grues (photo Paul-Émile Poulin-Jacques)

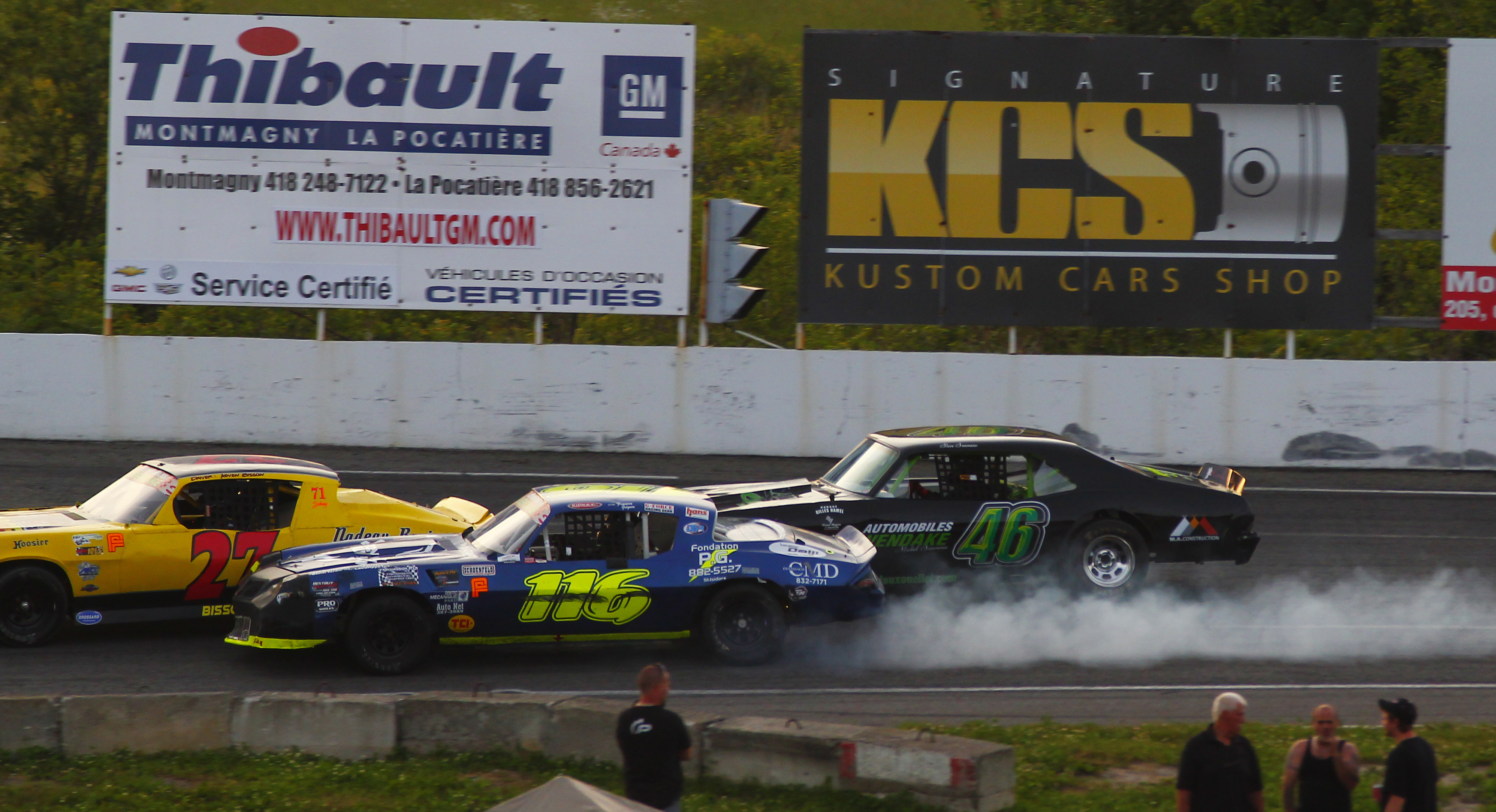
Classe Limité en action le 27 juin 2015 (photo Paul-Émile Poulin-Jacques)

L'autodrome Montmagny est un circuit automobile ovale d'une longueur de 3/8 de mille (environ 0,5 km) situé au sud de la ville de Montmagny au Québec (Canada). Inauguré en 1994, la piste était à l'origine en terre battue et d'une longueur de 1/2 mille (environ 0,8 km). En 1998, elle fut asphaltée et ramenée à sa longueur actuelle. L'autodrome fut la propriété du pilote américain Ralph Nason pendant une décennie avant d'être vendu à des propriétaires locaux en 2010. Il présente principalement des courses de type stock-car et des compétitions de drift. Les principales séries à s'y produire sont la Série ACT, PASS North, Série Sportsman Québec et le DMCC Drift.
En 2007, une piste de terre battue de 1/5 de mille (environ 0,3 km) est aménagée à l'intérieur de la piste asphaltée. Devant le peu de succès obtenu par ce nouveau tracé, il est rapidement abandonné. En 2014, un circuit routier d'environ 2 km et une piste d'accélération sont aménagés, utilisant la piste ovale.

## Vainqueurs des courses de la Série nationale Castrol et Série ACT
- 16 juillet 2005 Donald Theetge
- 4 septembre 2005 Sylvain Lacombe
- 16 juillet 2006 Jean-François Déry
- 5 août 2006 Donald Theetge
- 19 mai 2007 Donald Theetge
- 26 août 2007 Donald Theetge
- 23 août 2008 Mario Gosselin
- 24 août 2008 Mario Gosselin
- 30 mai 2009 Jean-François Déry
- 1er août 2009 Patrick Laperle
- 29 mai 2010 Patrick Laperle
- 3 juillet 2010 Karl Allard
- 11 juin 2011 Patrick Laperle
- 2 juillet 2011 Alex Labbé
- 26 mai 2012 Karl Allard
- 1er juillet 2012 Patrick Laperle
- 1er septembre 2012 Jean-François Déry
- 30 juin 2013 Donald Theetge
- 27 juillet 2013 Patrick Cliche
- 31 août 2013 Alex Labbé
- 7 juin 2014 Patrick Laperle
- 27 juin 2015 Karl Allard
- 5 septembre 2015 Alex Labbé

## Vainqueurs des courses de la sériePASS North
- 9 juin 2002 Dave Gorveatt
- 7 juillet 2002 Ben Rowe
- 9 octobre 2004 Cassius Clark (hors championnat)
- 28 juin 2014 Alex Labbé
- 8 août 2015 Jeremy Davis

## Vainqueur de laCASCARSuper Series
- 11 août 2002 Dave Whitlock

## Vainqueur International Pro Stock Challenge Series
- 4 juin 2000 Ralph Nason

## Vainqueurs des courses NEPSA
- 16 août 1998 Russ Griffen
- 20 juin 1999 Ralph Nason
- 7 août 1999 Mike Rowe
- 29 juin 2001 Ralph Nason

## Vainqueur ACT Tour
- 29 août 1999 Brian Hoar